# Battle Realms
Battle Realms  è un videogioco di strategia di stampo giapponese disponibile su piattaforma Windows, pubblicato dalla Ubi Soft nel 2001. È il primo progetto creato dalla Liquid Entertainment in collaborazione con Crave Entertainment, Ubi Soft e sotto la supervisione di Ed El Castillo, creatore del gioco.
Lo scopo del gioco è quello di prevalere in battaglia e di affermarsi strategicamente nei territori nemici grazie all'utilizzo di discipline quali la magia e il combattimento corpo a corpo.

## Trama
Il prologo narra di una terra completamente estranea alle guerre e alle paure dell'oscurità. Il Clan che aveva il dominio assoluto su tutte queste terre era quello del Drago. Ma un giorno dai confini settentrionali giunse alle terre appartenenti al Clan del Drago un'entità malvagia, meglio nota come l'Orda Nera. Tutto quello che veniva toccato dall'Orda era destinato a morire. L'unica via di scampo era la fuga, ma arrivato ai confini dell'oceano il Clan del Drago non poteva più fuggire. Così Tarrant il vecchio, l'allora capo del Clan, decise di sacrificarsi utilizzando uno dei tesori più preziosi simbolo dell'autorità del Clan, l'Occhio del Serpente (le leggende sostenevano che l'Occhio del Serpente poteva evocare lo spirito stesso del Drago, se la necessità lo richiedeva). Tarrant il vecchio riuscì a bloccare l'Orda nera grazie alla forza del drago che a sua volta sconvolse a tal punto la terra da cambiarne la conformazione. Alla fine di tutto ciò il Clan del Drago ormai non esisteva quasi più, mentre era nato un nuovo clan, quello del Serpente. Questo clan, sorto dalle ceneri del clan del Drago, veniva considerato per l'appunto un suo derivato.

## Modalità di gioco
Battle Realms segue la formula base utilizzata dalla maggior parte dei giochi di strategia in tempo reale. Tutte le sue fazioni hanno edifici simili con usi analoghi e dei lavoratori a disposizione. Tuttavia, a differenza dei classici giochi di strategia, Battle Realms dà maggiore rilievo alla posizione del contadino. Infatti l'unità operaio non viene utilizzata solo per costruire edifici e raccogliere risorse, ma anche per la formazione di nuove unità militari. In questo modo gli edifici militari in Battle Realms vengono utilizzati non per la fabbricazione di unità, ma per la loro trasformazione e riqualificazione.
I contadini raccolgono esclusivamente le due risorse fondamentali, ossia il riso e l'acqua. Essi hanno anche il compito di addomesticare cavalli e lupi, che possono essere utilizzati per incrementare il danno e la difesa delle unità militari. Il concetto di base della strategia del gioco prevede che la gerarchia delle unità sia derivata sempre dall'unità base che è il contadino. I contadini risultano essere le uniche unità in grado di plasmare nuovi combattenti. Ogni fazione presenta 3 differenti tipi di unità di addestramento lungo diversi percorsi di guerra: - l'unità corpo a corpo che incrementa i danni derivati da uno scontro ravvicinato, l'unità combattimento a distanza che incrementa i danni derivati da frecce e attrezzi a lunga gittata, e l'unità alchimia che prevede il potenziamento del personaggio grazie all'uso di polveri e liquidi che fanno insorgere poteri soprannaturali.
In quasi tutti i casi le unità possono eseguire fino a tre cicli di addestramento, formare unità più forti e con tratti distintivi unici nel loro genere. La produzione di nuovi contadini non ha un costo; vengono infatti prodotti automaticamente. Tuttavia, il tasso con il quale vengono prodotti nuovi contadini è inversamente proporzionale alla popolazione attuale dell'esercito del giocatore.
Alcuni edifici possono insegnare nuove tecniche o potenziare l'unità di attacco o di difesa delle proprie fazioni. Questi miglioramenti consentono molto spesso di far prevalere in battaglia unità di rango minore contro unità che sulla carta possono risultare più forti.
Uno degli elementi chiave di Battle Realms è il sistema di punteggio basato sul bilanciamento dello Yin / Yang. Ogni esercito può ottenere dei punti di Yin o Yang durante il combattimento, a seconda della loro alleanza morale per le forze della luce o dell'oscurità. In Battle Realms i punti Yin/Yang permettono di evocare delle unità eroe, chiamati anche maestri Zen. Questi maestri sono considerati i padri fondatori del Clan, nonché unità di combattimento dalla forza e resistenza straordinaria. Yin e Yang sono utilizzati anche per gli aggiornamenti delle strutture di base. Il tasso di crescita dello Yin / Yang dipende dalla forza militare, dal fascino dell'esercito e dalla misura in cui esso migliora.
Gli sfondi sono bidimensionali, con personaggi in tre dimensioni e ciclo giorno-notte. Il gioco è disponibile in lingua inglese e in lingua italiana; nella versione italiana del gioco le voci comunque non sono doppiate e rimangono in inglese. La voce del narratore è quella di Keith Arem (PCB Productions), con la produzione di Mark Brown e Mike Grayford.
Si possono scegliere ben 3 modalità di gioco, tra cui:
- La modalità storia: Si segue un percorso ben preciso durante il gioco, delineato dal controllo di un eroe in terza persona.
- La modalità addestramento: Prevede una sessione di gioco per gli utenti meno esperti, che sono ancora alle prime armi.
- La modalità battaglia libera: Prevede la creazione e la configurazione di una battaglia secondo le nostre esigenze. Si possono scegliere i clan, i territori, la difficoltà di gioco, le risorse iniziali, il deficit di vantaggio/svantaggio e il numero di alleati.

### Livello Storia
Nella modalità singleplayer la trama del gioco ruota principalmente attorno a Kenji, ultimo erede al trono del Serpente e unico discendente del Clan del Drago. Kenji era stato precedentemente esiliato e al suo ritorno occorre effettuare una scelta fondamentale che cambierà l'esito finale: scegliere di schierarsi con i banditi comporterà il proseguimento del percorso con il Clan del Serpente, mentre aiutare gli abitanti comporterà la scelta del percorso con il Clan del Drago.

## I Clan
Secondo la leggenda 3 Clan mantengono una difficile coesistenza, carica di tensioni, e a volte di guerra aperta. Il Clan del Lupo vive a nord-ovest. Il Clan del Loto vive nell'altopiano del nord. Il Clan del Serpente occupa le pianure del sud. Esiste inoltre il quarto e più famoso tra i Clan, ossia quello del Drago, le cui tracce si sono perse dopo l'invasione dell'Orda Nera.
Durante il gioco in Battle Realms è possibile scegliere tra quattro clan disponibili, ciascuno di essi con una diversa filosofia di vita e di combattimento:
- Il Clan del Drago: - Questo clan veniva considerato una delle più potenti enclave di Shougun, dove governavano l'onore, la disciplina e la giustizia. Scegliendo il Drago come loro totem, questo Clan si era posto l'ideale più alto di tutti in quanto a saggezza, onore e ferocia nella battaglia.
- Il Clan del Serpente: - Un derivato del Clan del Drago, il Clan del Serpente ha dimenticato l'onore e molto spesso ricorre al furto e all'inganno. Gli appartenenti al Clan del Serpente sono seguaci Yin. A differenza dei loro antenato Drago, essi non disdegnano l'uso di armi da fuoco, e hanno imparato ad impiegarle in molte delle loro arti di combattimento. Il Clan del serpente è stato il primo a scoprire i segreti della polvere da sparo e degli esplosivi. Le caratteristiche principali del Clan del Serpente sono la furtività, l'astuzia e la flessibilità.
- Il Clan del Lupo: - Caratterizzato da un'architettura primitiva e abitudini rozze, il Clan del Lupo è sempre stato a contatto con la natura. Le loro religioni druidiche sono portavoce della loro spiritualità profonda. Questo popolo in principio perse la guerra contro il Clan del Loto, e fu così relegato alla condizione di schiavo nelle miniere di scisto, rimanendone traumatizzato, visto il loro attaccamento alla natura e gli spazi aperti. Il loro stile di combattimento rimane influenzato da decenni di schiavitù, e per questo motivo abbiamo il cosiddetto stile a mani nude, tramite l'utilizzo di attrezzi da miniera.
- Il Clan del Loto: - Formato anch'esso dalle antiche ceneri di un Clan distrutto dall'Orda, il Clan del Loto ha da sempre abitato le zone circostanti l'altopiano. Caratterizzato da costumi e stili di vita inusuali, il popolo del Loto fonda la sua filosofia di vita nella diffusione delle malattie e nel culto della morte. Il loro disprezzo per la natura è causa molto spesso di scontri con il Clan del Lupo, il quale affonda le proprie radici nel culto della natura e degli spazi aperti.

### Unità
Le unità che si formano dalle varie strutture di addestramento di un clan possono combinarsi fra loro per creare un'unità di livello e forza superiore.
Le unità possono essere suddivise in:
- Base: Non sono stati eseguiti addestramenti.
- Media: Formata attraverso un unico addestramento dall'unità base. Si possono ottenere unità di primo/secondo/terzo livello.
- Avanzata: Formata dalla fusione tra più addestramenti.
- Speciale: Formata dal sacrificio di una o più unità che hanno intrapreso tutti gli addestramenti.
- Eroe: Unità dai poteri straordinari.

### Gerarchia Unità
Ogni unità in Battle Realms svolge un compito ben preciso, e viene classificata per gradi attraverso un diagramma ad albero che ne determina il valore. Ogni edificio può apportare benefici e potenziamenti alle unità, che si evolvono e migliorano passo dopo passo, seguendo una precisa catena di assemblaggio.

#### Drago
Unità di primo livello:
- unità base: contadino.
- addestramento dojo: lanciere.
- poligono di tiro con l'arco: arciere.
- capanna dell'alchimista: chimico.
- bagni pubblici: geisha (può guarire le unità nelle vicinanze e può stordire le menti dei nemici).

Unità di secondo livello:
- addestramento dojo + poligono di tiro con l'arco: guerriero del drago.
- addestramento dojo + capanna alchimista: guerriero kabuki.
- addestramento poligono di tiro con l'arco + capanna alchimista: cannoniere sumo.

Unità avanzata:
- 4 addestramenti: samurai.

Unità speciale:
- monumento del drago: (sacrificio di 4 samurai) - drago.

#### Serpente
Unità di primo livello:
- unità base: contadino.
- taverna: spadaccino.
- gilda dei tiratori scelti: balestriere.
- capanna dell'alchimista: moschettiere.
- bagni pubblici: geisha (suonando il flauto, può far addormentare i nemici durante la battaglia).

Unità di secondo livello:
- addestramento taverna + gilda dei tiratori scelti: bandito.
- addestramento taverna + capanna alchimista: predone.
- addestramento gilda dei tiratori scelti + capanna alchimista: cannoniere.

Unità avanzata:
- 4 addestramenti: Ronin.

Unità speciale:
- trono del negromante: (sacrificio di 4 ronin) - negromante.

#### Lupo
Unità di primo livello:
- unità base: contadino.
- arena di combattimento: assaltatore.
- campo di tiro: lanciatore.
- miniera: distruttore.
- giardino della vitalità: druida (può guarire le unità nelle vicinanze e può evocare i lupi per combattere in battaglia).
- covo dei lupi: capobranco.

Unità di secondo livello:
- addestramento arena di combattimento + campo di tiro: balestriere.
- addestramento arena di combattimento + miniera: martellatore.
- addestramento campo di tiro + miniera: lanciatore di pece

Unità avanzata:
- 4 addestramenti: berserker.

Unità speciale:
- cumulo funebre: (druida benedice berserker, interagendo attraverso un'azione propria del gioco) - lupo mannaro.

#### Loto
Unità di primo livello:
- unità base: contadino.
- fucina: accolito della spada.
- giardino delle lame: discepolo della foglia.
- campo di addestramento: adepto del bastone.
- uccelliera: canalizzatrice (può evocare due discepoli della notte per aumentare la forza di attacco del proprio esercito).

Unità di secondo livello:
- addestramento fucina + giardino delle lame: infestato.
- addestramento fucina + campo di addestramento: malato.
- addestramento giardino delle lame + campo di addestramento: immondo.

Unità avanzata:
- 4 addestramenti: stregone.

Unità speciale:
- torre degli stregoni: (sacrificio di 2 stregoni) - maestro stregone.
- cripta della confraternita: Lythis, Seth,Tausil.

### Eroi
In Battle Realms gli eroi, definiti anche maestri zen, sono i leader dei rispettivi clan e sono dotati di poteri straordinari. Ogni personaggio ha un proprio punto di forza che lo rende unico nel suo genere. Essi vengono evocati ad un costo di yin/yan, oltre al riso e l'acqua. È inoltre necessario l'aver creato un edificio per evocare gli eroi. Gli edifici sono differenti per ciascun clan:
- Drago: fortezza.
- Serpente: prigione.
- Lupo: fortezza.
- Loto: prigione.

In aggiunta agli eroi, è possibile evocare i monaci per il clan del drago e del lupo, mentre per i clan del serpente e del loto possono essere evocati i ninja. Gli eroi sono diversi per ciascun clan:

#### Drago
- Otomo:Questo spadaccino, antenato del clan del drago, attraverso il grido di battaglia può ispirare i soldati e le truppe a colpire di più in battaglia e ad avere una maggiore potenza di attacco. Un'ulteriore capacità di Otomo è quella di rigenerare la resistenza dei suoi alleati anche quando combattono. Otomo presiede il trono durante l'esilio di Kenji.
- Garrin:Questo cavaliere può evocare un cavallo in qualsiasi momento ne abbia bisogno tramite un fischio. È immune ad attacchi finché si trova a cavallo e combatte solo con la spada.
- Arah:Questo esperto arciere può usare il suo arco e le frecce per vedere terreni lontani, ed uccidere nemici a una distanza sovraumana. È inoltre un personaggio scaltro e intelligente, adatto ad attacchi rapidi e furtivi.
- Kazan:Questo monaco dalle grandi dimensioni ha la capacità di distruggere da solo interi edifici. Infatti beve costantemente una miscela tossica di sua progettazione per incendiare nemici e radere al suolo ciò che vuole. L'unico aspetto negativo è che è un personaggio molto lento.
- Tao:Questo maestro di yin/yang, profondamente legato all'equilibrio delle cose, riflette a proprio vantaggio la forza dell'avversario. Perciò chiunque arrechi danno a lui o ad un suo alleato, vedrà riflettere una parte del danno contro di sé. Con questo personaggio in gioco si possono evocare due monaci.

#### Serpente
- Shinja:Questo carismatico signore della guerra può intimorire tutti i nemici che gli stanno di fronte in combattimento, indebolendo le loro forze di attacco. Utilizza doppie lame velenose, che gli danno la possibilità di incrementare costantemente i danni sui nemici. Shinja è inoltre immune agli attacchi magici.
- Budo:Questo mercenario grasso e dall'aspetto poco pulito utilizza la frusta per far lavorare di più i contadini, in modo che si possono ottenere rese migliori di acqua e riso. Il suo colpo d'attacco è per l'appunto la frusta, ed è dotato di un'ottima resistenza.
- Utara:Questo mago, un tempo fuggito dal clan del serpente, usa la magia per stordire e corrompere i nemici nelle vicinanze. Può inoltre effettuare attacchi velenosi simili a quelli di Shinja.
- Vetkin:Questo giovane dal bell'aspetto può fiaccare la forza e la volontà dei propri nemici, può sferrare una raffica di attacchi in un breve lasso di tempo e può correre più veloce di un cavallo al galoppo. Il suo principale attacco si chiama spacconeria, che succhia via energia ai nemici. Era a suo tempo il braccio destro di Lord Garrin, ma in un secondo momento è passato allo schieramento opposto. Per questo molti lo considerano un personaggio vigliacco.

#### Lupo
- Gaihla: Questa druida solitaria abita le foreste e viene da molti considerata una divinità della natura. Nonostante la sua propensione alla gentilezza e alla vita; Gaihla può essere una feroce combattente grazie ad una corona di spine con la quale uccide nemici che minacciano i boschi. Il suo potere principale è il canto della vita, con il quale cura tutti gli alleati vicini.
- Dorsogrigio: Figlio di cacciatori primitivi e sopportata la condizione di schiavo nelle miniere di scisto, Dorsogrigio è il capo del clan del lupo, nonché fautore della ribellione nei confronti della dominazione del clan del loto. Egli è di principio un combattente corpo a corpo e il suo potere principale si chiama 'rabbia lupina', con il quale può incitare i vicini alleati a combattere e colpire con maggior violenza.
- Lungo Dente: Questo maestro zen del clan del lupo stupisce per la prestanza fisica e l'agilità straordinaria. Durante il periodo di schiavitù sotto il clan del loto egli ottenne grande fama come lottatore nelle arene sotterranee. È uno dei principali fautori della rivolta e in battaglia utilizza un boomerang dotato di lame. Il suo principale attacco è 'controllo di rotazione', con il quale riesce grazie al boomerang a perforare edifici e nemici più volte.
- Il Signore di roccia: Questo personaggio è il simbolo della schiavitù del clan del lupo. Fu scelto come soggetto sperimentale da Lord Soban per la produzione di migliori schiavi lavoratori ma sfuggì alla prigionia e vagò per anni attraverso terre sconosciute. In combattimento utilizza i pugni, e il suo principale attacco consiste nella difesa degli alleati.

#### Loto
- Issyl: Decano del collegio del tempo, Issyl è uno dei maghi più potenti e più giovani del gioco: Ha infatti esteriormente solo 12 anni. In realtà la sua età retrocede lentamente a causa di un incidente avvenuto 70 anni fa. Egli può rigenerare la propria carne ad una velocità incredibile, e può mutilare i nemici con la propria clessidra.
- Koril: Definito come il secondo stregone più potente del clan del loto, si dice che sia il più anziano di tutti. Viene formalmente riconosciuto come maestro del collegio dello spazio. Il suo principale potere è il 'teletrasporto', con il quale si sposta dove vuole.
- Soban: Viene definito da molti del loto come un meccanico, poiché si interessa esclusivamente di combinare la magia con la meccanica per produrre miracoli alchemici, come i suoi golem. Il signore della roccia fu un suo esperimento, tuttavia fallito.
- Zymeth: È l'indiscusso leader del clan del loto, maestro di oratoria e della manipolazione. Il tempo è l'arma principale attraverso cui sferra attacchi. Può infatti generare temporali e lampi in grado di uccidere i nemici. Il suo principale attacco si chiama 'pioggia pesante'.

## Gioco online
La modalità online è suddivisa in tre tipi principali di partita:
- Partite Libere: Si gioca tramite connessione proxy con ip specifico.
- Server Dedicato: I file dei personaggi sono salvati sui server di GameSpy.
- Connessione Lan: Si gioca attraverso una rete di computer collegati in rete fra di loro.

## Espansioni e Patch
La prima patch disponibile per la versione italiana viene distribuita il 1º gennaio del 2002. Presenta le seguenti caratteristiche:
- Risolti i problemi di lettura su alcuni cd-rom
- Risolti i crash che si verificavano in presenza di un firewall
- Risolto un crash che si verificava premendo ALT + TAB
- Corretti dei bug nei salvataggi
- Aggiunte 3 nuove mappe multiplayer
- Aggiunte 2 regioni e nuovi mostri, missioni, oggetti e anche numerose aree segrete e qualche Easter egg.
- Aumentata la probabilità di trovare particolari oggetti speciali, prima molto esigua.

The Winter of The Wolf è la prima ed unica espansione disponibile per Battle Realms, distribuita nel 2002.
I fatti narrati nell'espansione si svolgono ben 7 anni prima di ciò che viene narrato nella versione base del gioco.
Per questo motivo l'espansione viene definita un Prequel.
La storia è incentrata sui clan del Loto e del Lupo. Quest'ultimo venne ridotto in schiavitù dagli stregoni che tenevano le redini del clan del Loto.
Gli appartenenti al clan del Lupo erano costretti a lavorare nelle miniere di scisto. Ma il desiderio di libertà dei guerrieri del Lupo genera una rivolta, ed i lavoratori usano gli strumenti da lavoro come armi.
Il personaggio che guida la rivolta è Dorsogrigio.

## Critica e opinioni
Battle Realms secondo la maggior parte delle critiche viene definito un gioco di strategia in tempo reale innovativo e fuori dal comune. I motivi di queste affermazioni vanno ricercate nel tipo di ambientazione e nel modello di gioco:
- Ambientazione estemporanea: Questo gioco si astiene infatti da ogni pretesa di verosimiglianza con epoche passate o moderne. La storia si svolge in un Giappone feudale alternativo, ricco di elementi fantasy e con curiosi richiami alla filosofia orientale dell'ordine e del caos.
- Unità: Ridotto il numero di unità gestibili, si cerca di fare maggiore attenzione alle qualità delle singole unità. Il gioco prevede un numero massimo di unità controllabili quantificabile in poche decine e questo è lo spirito della semplificazione che Ed Del Castillo ha apportato agli strategici, dove ogni elemento è importante. In Battle Realms i protagonisti non sono più solamente masse di soldati identici gli uni agli altri, ma sono signori della guerra, che combattono accanto ai propri uomini, un incrocio tra gli shogun e i samurai.
- Grafica 3D: Battle Realms è il primo gioco del genere strategico a sperimentare la grafica tridimensionale su personaggi e paesaggi. L'effetto 3d conferisce al gioco atmosfera e capacità di coinvolgimento.
- Atmosfera: La colonna sonora è di tipo dinamico e segue lo svolgimento dei fatti, alternando un tenue motivo dalle suggestioni orientali a impetuosi ritmi marziali a seconda delle situazioni.
- Addestramenti Interpolabili: Ciascuna unità può essere plasmata, seguendo una combinazione di più addestramenti.

## Requisiti sistema
Requisiti minimi:
- Celeron 400 Mhz o equivalente.
- Windows Me/98/XP.
- 64Mb di Ram.
- Scheda video acceleratrice 3d AGP 16Mb.
- DirectX 7 o superiore.
- 500 Mb di spazio libero su disco fisso.
- Tastiera, Mouse.

Sistema consigliato:
- PIII 750 Mhz o equivalente.
- Windows 98/00/XP.
- 128 Mb di Ram.
- Scheda video acceleratrice 3d AGP 32 Mb.
- DirectX 7 o superiore.
- 600 Mb di spazio libero su disco fisso.
- Tastiera, Mouse.